# Диваки назавжди
«Диваки назавжди» (англ. Jackass Forever) — американський комедійний фільм режисера Джеффа Тремейна, продюсерами якого є Тремейн, Спайк Джонз, Джонні Ноксвілл і Стів-О. Це четвертий фільм серії «Диваки». У фільмі знімалися Джонні Ноксвілл, Стів-О, Кріс Понтіус, Джейсон «Маленька людина» Акуна, Престон Лейсі, Ерен МакГі та Дейв Інгленд, а також нові актори Шон «Пупіс» Макінерні, Джаспер Дельфін та Зак Холмс. Його продюсуватимуть Paramount Players, MTV Films, Dickhouse Productions і Gorilla Flicks.
Прем'єра фільму «Диваки назавжди» відбулася 4 лютого 2022 року компанією Paramount Pictures.

## Сюжет
Весь акторський склад із попередніх фільмів повернувся до четвертого фільму, за винятком Райана Данна, який помер 20 червня 2011 року та Бема Марджери, який був звільнений зі зйомок у лютому 2021 року.
- Джонні Ноксвілл
- Стів-О
- Джейсон Акунья
- Кріс Понтіус
- Дейв Інгленд
- Ерен Макгі
- Престон Лейсі
- Шон «Poopies» МакІнерні
- Джаспер Дельфін
- Зак Холмс

Виступи гостей:
- Дарбі Аллін[3]
- Ерік Андре[4]
- Торі Беллечі[5]
- Тоні Хок[3]
- Мет Хоффман[3]
- Аарон «Papa Jaws» Хомокі[6]
- Machine Gun Kelly[7]
- Tyler, the Creator[7]
- Френсіс Нганну[8]
- Шакіл О'Ніл[9]
- Кріс Рааб[10]
- DJ Paul[11]

Це буде перший фільм у серії, в якому Ріп Тейлор не з'явився як гість через його смерть у жовтні 2019 року.

## Виробництво

### Розробка
В інтерв'ю 2018 року Джонні Ноксвілл сказав, що він готовий зняти четвертий фільм «Диваки», в якому можуть брати участь деякі нові актори, «просто для того, щоб внести до нього трохи свіжої крові». Він сказав, що продовжує писати ідеї для фільму «Диваки» і що «тонна» відкладена, якщо проект отримає зелене світло. У липні 2019 року учасник акторського складу Кріс Рааб сказав, що брав інтерв'ю у знімальної групи «Диваків» у своєму подкасті «Перерва у ванній», і зазначив, що все ще відкриті для четвертого фільму, якщо Ноксвілл, Джефф Тремейн та Спайк Джонз погодяться. В інтерв'ю The AV Club Стів-О сказав, що він здивувався, що фільм взагалі був реалізований.
Під час інтерв'ю з подкастом у січні 2021 року Бем Марджера розповів, що Paramount Pictures вважає його тягарем через його поведінку протягом останніх кількох років. Він зазначив, що Тремейн боровся зі студією, щоб залишити Марджеру у фільмі, але Марджера все ще не був упевнений, що Paramount дозволить йому брати участь у зйомках фільму. 11 лютого 2021 Марджера розмістив у своєму акаунті в Instagram кілька відеороликів, в яких зізнався в порушенні тверезості і стверджував, що був офіційно звільнений зі зйомок « Диваків 4». Протягом усього відео можна було побачити, як Марджера плаче, рве і натякає на те, що він шукав, як зав'язати петлю перед його переїздом в Оушенсайд, Каліфорнія. Марджера стверджував, що Paramount змушували його приймати антидепресанти, здавати довільні аналізи сечі та реєструватись у двох різних реабілітаційних центрах на свої гроші. Він також висловив презирство до Тремейна, Ноксвілл та Джонза, перш ніж попросити своїх шанувальників бойкотувати фільм. Потім він попросив своїх послідовників надіслати йому гроші, щоб зняти його власний фільм, щоб конкурувати з Jackass 4. Відео були видалені з облікового запису Марджери в Instagram незабаром після публікації. У травні 2021 року Тремейн подав тимчасовий заборонний судовий наказ проти Марджери через переслідування ним Тремейна та Ноксвілла через Instagram. Тремейну було надано додатковий трирічний заборонний судовий наказ, поширений на дружину та дітей Тремейна, після того, як Марджера нібито надіслав сім'ї погрози вбивства.
В інтерв'ю GQ у травні 2021 року Джонні Ноксвілл заявив, що Jackass 4 стане його останнім внеском у франшизу Jackass. 11 липня 2021 року було оголошено назву фільму — « Диваки назавжди».

### Зйомки
Тестові зйомки стартували на початку березня 2020 року. Протягом двох днів тестових зйомок професійний скейтбордист Аарон Papa Jaws Хомокі зламав собі зап'ястя. Першого дня зйомок актори кинули зграю змій на Бема в темряві, щоб розвіяти його страх перед зміями. Через два дні після отримання дозволу Стів-О та Джонні Ноксвілл були госпіталізовані. Стів-О та Ві Мен підтвердили, що зйомки припинилися через тиждень через пандемію COVID-19. Основні зйомки розпочалися 14 грудня 2020 року, а кінематографістами виступили Дмитро Ельяшкевич та Рік Косік. 15 грудня 2020 було офіційно публічно оголошено, що Джонні Ноксвілл і Стів-О були госпіталізовані через травми на знімальному майданчику.

## Реліз
Прем'єра фільму «Диваки назавжди» запланована на 4 лютого 2022 року, він поширюється компанією Paramount Pictures. 19 грудня 2019 року Paramount підтвердила, що початок зйомок четвертого фільму «Диваки» заплановано на 5 березня 2021 року. У квітні 2020 року дата релізу була перенесена на 2 липня 2021 У липні прем'єру фільму перенесли на 3 вересня 2021 через продовження пандемії COVID-19. У квітні 2021 року дата релізу знову була відкладена на 22 жовтня 2021 року. Хоча офіційного оголошення про те, коли фільм дебютує у потоковому режимі, ще не зроблено, він потенційно може розпочати потокову передачу через Paramount+ через 45 днів після дати виходу у кінотеатрах. У вересні 2021 року було оголошено нову дату виходу: 4 лютого 2022 року.